# وادي كريمزان
وادي كريمزان هو واد يقع في فلسطين على خط التماس بين الضفة الغربية والقدس.
يعد الوادي من آخر المساحات الخضراء في منطقة بيت لحم، مع مساحات شاسعة من الأراضي الزراعية والأراضي الترفيهية. يقع في الوادي كل من رهبنة ومدرسة الأخوات الساليزيان ودير السالزيان وأقبية كريمزان.

## رهبنة ومدرسة الأخوات الساليزيان
الرهبنة والدير الرئيسيان جزء من النظام الساليزياني، الذي أسسه دون بوسكو. افتتح الدير والمدرسة في عام 1960 ويضمّان حوالي 400 طالب في المدرسة الابتدائية ورياض الأطفال وكذلك في مدرسة الأطفال الذين يعانون من صعوبات التعلم. تستضيف المدرسة أيضًا عددًا من الأنشطة المجتمعية في فترة بعد الظهر والمخيمات الصيفية.

## دير كريمزان

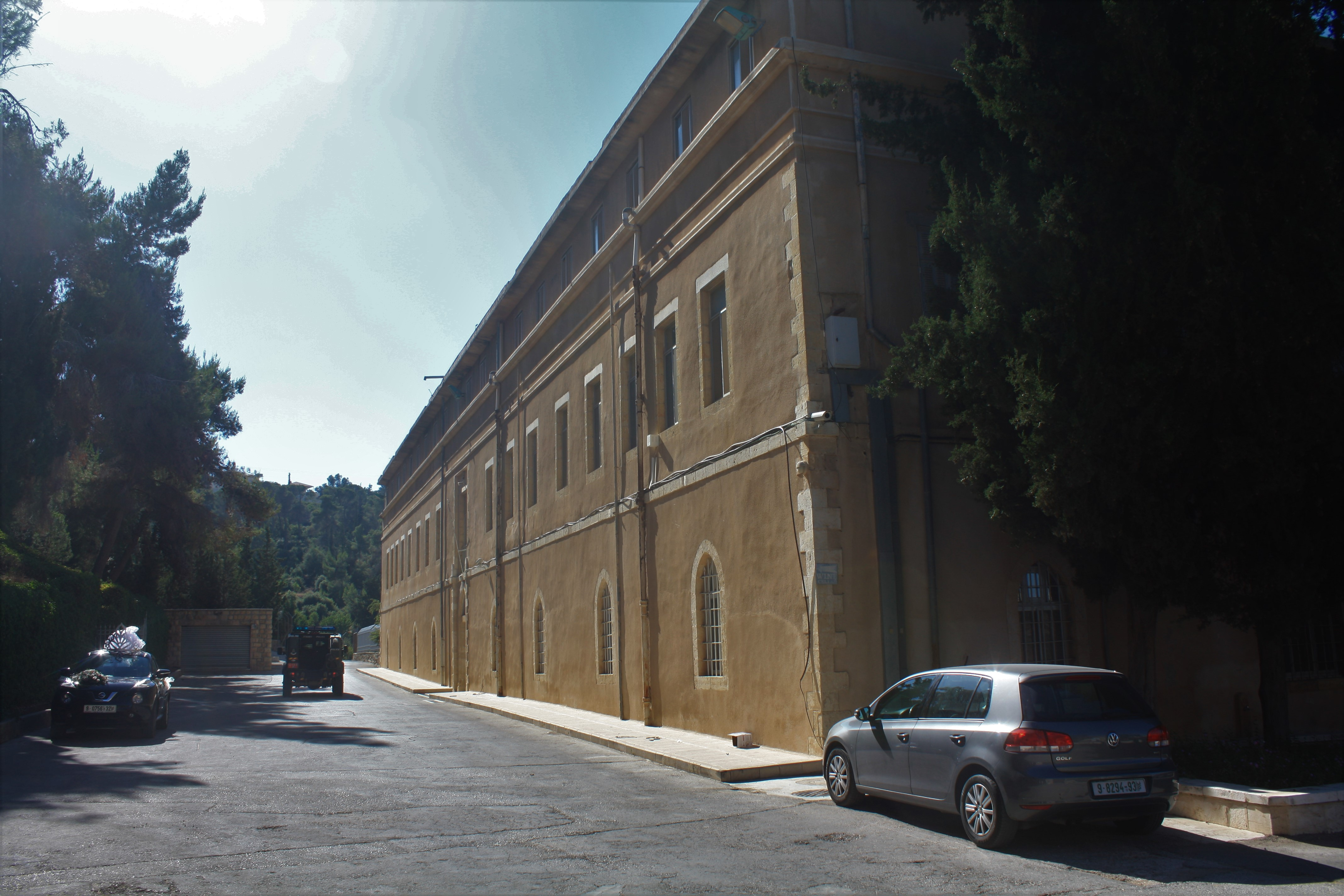
داخل الدير

يقع الدير على تل بارتفاع 850 متراً فوق مستوى سطح البحر، على بعد خمسة كيلومترات من بيت لحم. تم بناؤه عام 1885 على أنقاض دير بيزنطي من القرن السابع. الدير الرئيسي، الذي يقع في مبنى يتميز بأرضيات حجرية وجدران سميكة وسقوف عالية مقوسة، مزين بصور البابا يوحنا بولس الثاني ودون بوسكو.
يقع داخل حدود بلدية القدس، في حين أن المخزن على الجانب الآخر من ساحة الانتظار في الضفة الغربية. يمر طريق الدير بأحد مكاتب التنسيق بين إسرائيل والسلطة الفلسطينية.

## أقبية كريمزان
أقيم في أقبية كريمزان مصنع نبيذ يعمل منذ إنشاء الدير في القرن التاسع عشر. تم إدخال المعدات الحديثة في عام 1977. يتم حصاد العنب بشكل أساسي من منطقة الخضر. فقط 2٪ من إنتاج النبيذ (حوالي 700000 لتر سنويًا) مصنوع من عنب كريمزان. ويأتي الباقي بشكل رئيسي من بيت جالا وبيت شيمش ومنطقة الخليل.

## تخصيص الأرض
في عام 2006، أصدرت السلطات العسكرية الإسرائيلية أمرًا بإقامة جدار فاصل كان من شأنه مصادرة حوالي 3000 دونم من الأراضي الزراعية المحلية الخاصة وكذلك ممتلكات الكنيسة الكاثوليكية من خلال إحاطة بيت جالا ومستوطنة جيلو داخل حدود الجدار. تسبب الجدار بقسم دير ساليزيان الذي يعود إلى القرن التاسع عشر، والذي تم نقله على جانب القدس من الدير المجاور والمدرسة الابتدائية التي تديرها الراهبات. في 24 أبريل 2013، صادقت لجنة الاستئناف الخاصة بمحكمة الصلح في تل أبيب على مصادرة الأراضي لصالح لجدار الأمني المقترح على طول طريق كان سيضم حوالي 75٪ من ممتلكات الدير ويطوقها من ثلاث جهات. كما سيضم الجدار أراضٍ زراعية لـ 58 عائلة فلسطينية. جادلت السلطات العسكرية الإسرائيلية بأن بناء الجدار هو إجراء ضروري، أو "مسألة ملاءمة"، مصمم لإحباط هجمات مستقبلية من قبل مهاجمين محتملين يتسللون إلى البلدات والمستوطنات الإسرائيلية.

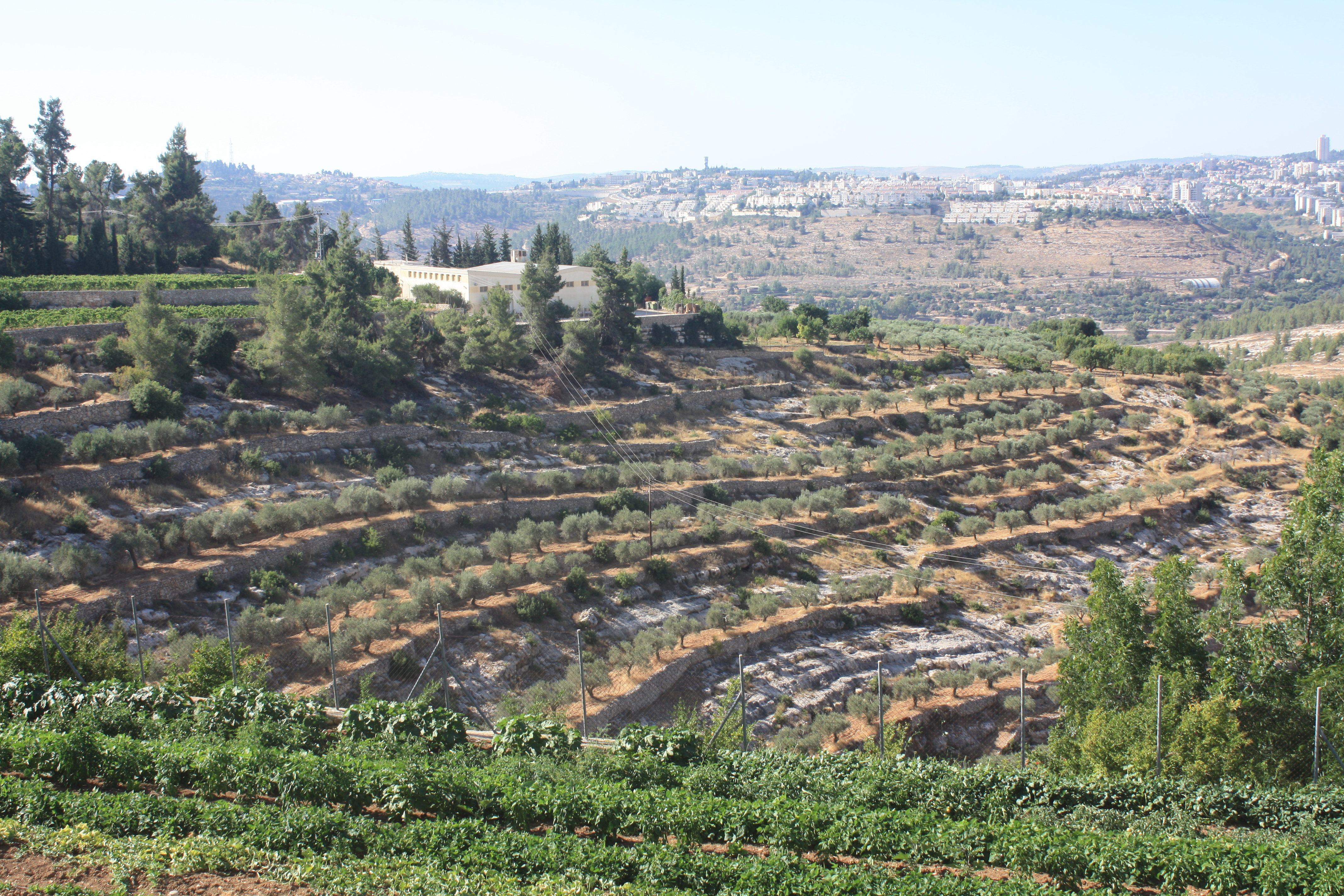
بساتين الزيتون وكروم العنب في وادي كريمزان بالقرب من الدير

تظهر مقترحات عام 2012 للجدار الفاصل أنه يلتف حول الرهبنة، ويبقيه في الجانب الفلسطيني، لكنه يفصله عن الدير المجاور، الذي سيكون على الجانب الإسرائيلي. سيظل مسموحا لأطفال المرحلة الابتدائية بالذهاب إلى المدرسة، مرورا بالجنود عند نقطة تفتيش إسرائيلية. سيتم منح مالكي الأراضي وصولًا محدودًا عبر بوابة زراعية. 
وبحسب منظمة بتسيلم لحقوق الإنسان، فإن 85٪ من المسار يقع داخل الضفة الغربية بدلاً من اتباع الخط الأخضر. يعتقد سكان بيت جالا أنه تم اختيار الطريق لربط مستوطنة هار جيلو الإسرائيلية في الضفة الغربية بجيلو المجاورة.
في رسالة بتاريخ 6 مايو 2013 إلى وزير الخارجية الأمريكي جون كيري، كتب المطران ريتشارد باتس، رئيس لجنة الأساقفة للعدالة الدولية والسلام التابعة لاتحاد المطارنة الكاثوليك في الولايات المتحدة، "وادي كريمزان هو نموذج مصغر لنمط مطول له تداعيات خطيرة على الصراع الفلسطيني الإسرائيلي المستمر. . . مع تحرك الجدار وتقليص المزيد من التجمعات السكانية في الضفة الغربية، تقل احتمالية حل الدولتين في المستقبل. إن تحريك الجدار وفصل العائلات الفلسطينية عن أراضيها وسبل عيشها سيثير المزيد من الاستياء ضد دولة إسرائيل بين سكان الضفة الغربية، وليس أقل من ذلك، مما يزيد من الإحباط الذي يمكن أن يؤدي إلى العنف".
خلال الانتفاضة الثانية عام 2000، كانت هناك عمليات إطلاق نار منتظمة من بيت جالا إلى جيلو. وقال المتحدث باسم وزارة الدفاع الإسرائيلية جوشوا هانتمان إن "مسار الجدار الأمني يعتمد على الاعتبارات الأمنية المحددة للمنطقة. في منطقة بيت جالا، هناك فقط لإبعاد "الإرهاب" عن القدس". فسّر الفلسطينيون المشروع على أنه استيلاء على أرض لكسب المزيد من الأراضي في الضفة الغربية. خلال الانتفاضة، تم بناء جدار حول جيلو لحماية المستوطنين، ولكن تمت إزالته في الغالب، ولم يتبق سوى 80 من اللوحات الأصلية البالغ عددها 800، في أغسطس 2010. وقال اللفتنانت جنرال الاسرائيلي هيزي ريفيفو إن "الوضع الأمني في المنطقة أفضل مما كان عليه في الفترة التي سبقت بناء الجدار. وقد تم بناؤه كرد على الهجمات أثناء عملية الدرع الواقي واليوم لا أرى مشكلة في إزالته".
قال فؤاد طوال، بطريرك القدس للاتين، في عام 2013: "نُذكّر متخذي القرار الإسرائيليين بأن مصادرة الأراضي لا تخدم قضية السلام ولا تقوي موقف المعتدلين". انتهت المعركة القانونية التي دارت على مدى 9 سنوات والتي خاضها الديران المحليان و 58 من ملاك الأراضي الفلسطينيين في بيت جالا عندما حكمت المحكمة العليا الإسرائيلية لصالح الملتمسين في أبريل 2015. الدير والرهبنة، كما تقرر، يجب أن يبقيا متصلين على الجانب الفلسطيني من الجدار الفاصل. وهو ثاني قرار من نوعه لصالح الحفاظ على سلامة منطقة في الضفة الغربية، بعد قرار المحكمة العليا لصالح سكان قرية بتير، الذين قدموا التماسا لوقف الجدار الفاصل من تفكيك أراضيهم التقليدية.

## حوادث
في 22 أكتوبر 1984، قتل الفلسطيني عيسى عبد ربه من مخيم الدهيشة الطالبين الإسرائيليين رون ليفي وريفيتال سيري بالقرب من دير كريمزان. بعد أسبوع، سرق الجندي الإسرائيلي، دافيد بن شيمول، صاروخاً محمولاً من طراز لاو إم 72 وأطلق النار على حافلة فلسطينية كردٍ غير مصرح به، ما أسفر عن مقتل شخص وإصابة 10 فلسطينيين.